# Аладьино (Серпуховский район)
Аладьино — деревня в городском округе Серпухов Московской области. До упразднения в 2018 году Серпуховского района входила в состав Липицкого сельского поселения (до 29 ноября 2006 года входила в состав Балковского сельского округа).

## Население
| 2002 | 2006 | 2010 |
| ---- | ---- | ---- |
| 13   | ↘3   | ↗8   |

## География
Аладьино расположено примерно в 32 км (по шоссе) на юго-восток от Серпухова, на безымянном ручье, притоке реки Кеденка (правый приток Оки), высота центра деревни над уровнем моря — 215 м. На 2016 год в деревне зарегистрировано 6 садовых товариществ.